# Kypello Ellados 1960-1961
La Coppa di Grecia 1960-1961 è stata la 19ª edizione del torneo. La competizione è terminata il 2 luglio 1961. L'Olympiacos ha vinto il trofeo per la decima volta, battendo in finale il Panionios.

## Quarti di finale
| Squadra 1         | Risultato | Squadra 2     |
| ----------------- | --------- | ------------- |
| Īraklīs           | 1 – 0     | AEK Atene     |
| Olympiakos Kozani | 0 – 1     | Doxa Dramas   |
| Paniōnios         | 2 – 1     | Panathīnaïkos |
| Apollōn Smyrnīs   | 1 – 2     | Olympiacos    |

## Semifinali
| Squadra 1  | Risultato | Squadra 2   |
| ---------- | --------- | ----------- |
| Īraklīs    | 0 – 1     | Paniōnios   |
| Olympiacos | 3 – 0     | Doxa Dramas |

## Finale
| Arbitro: | Cesare Jonni ( Italia) |

|                                        |           |  |
| Papazoglou 34’ Sideris 69’ Sideris 88’ | Marcatori |  |